# 岡山県第3区
岡山県第3区（おかやまけんだい3く）は、日本の衆議院議員総選挙における選挙区。1994年（平成6年）の公職選挙法改正で設置。

## 区域

### 現在の区域
2022年（令和4年）公職選挙法改正以降の区域は以下のとおりである。東部の備前市・赤磐市・和気郡は1区へ、岡山市の一部は2区へ移出されたが、廃止となった5区の大部分と合わせて新3区となったため面積が約4,840㎢に広がり、岡山県全体の7割近くを占める選挙区となっている。
- 津山市
- 笠岡市
- 井原市
- 総社市
- 高梁市
- 新見市
- 真庭市
- 美作市
- 浅口市
- 浅口郡
- 小田郡
- 真庭郡
- 苫田郡
- 勝田郡
- 英田郡
- 久米郡

### 2022年以前の区域
2017年（平成29年）公職選挙法改正から2022年の小選挙区改定までの区域は以下のとおりである。
- 岡山市
  - 東区（旧瀬戸町の区域）
- 津山市
- 備前市
- 赤磐市
- 真庭市（旧北房町域を除く）
  - 本庁管内
  - 蒜山・落合・勝山・美甘・湯原の各振興局管内
- 美作市
- 和気郡
- 真庭郡
- 苫田郡
- 勝田郡
- 英田郡
- 久米郡

2013年（平成25年）公職選挙法改正から2017年の小選挙区改定までの区域は以下のとおりである。
- 岡山市
  - 東区（旧瀬戸町の区域）
- 津山市
- 備前市
- 赤磐市
- 真庭市（旧北房町域を除く）
  - 本庁管内
  - 蒜山振興局管内
  - 落合・勝山・美甘・湯原の各支局管内
- 美作市
- 和気郡
- 真庭郡
- 苫田郡
- 勝田郡
- 英田郡
- 久米郡

1994年（平成6年）公職選挙法改正から2013年の小選挙区改定までの区域は以下のとおりである。
- 津山市
- 備前市
- 赤磐郡
- 和気郡
- 真庭郡
- 苫田郡
- 勝田郡
- 英田郡
- 久米郡

## 歴史
中選挙区時代の旧岡山1区のうち、岡山市と瀬戸内市を除いた県北東部、南東部の区域にほぼ相当する。旧来から自由民主党支持層が多く、保守王国の一角を占めており、民主党とその後継政党の候補は現在まで比例復活すら出来ていない。
小選挙区設置後は保守派の重鎮である平沼赳夫が対立候補に大差をつけて当選を続けており、2005年の第44回衆議院議員総選挙で郵政民営化法案に反対し刺客が送り込まれた際も大差で勝利している。また、2012年の第46回衆議院議員総選挙における維新の会公認の小選挙区立候補者のうち、本部がある大阪府以外での当選者は、たちあがれ日本出身の平沼と園田博之（熊本4区）のみであった。
2014年の第47回衆議院議員総選挙では次世代の党公認で平沼が再選。次世代の党公認候補で当選したのは平沼と熊本4区で当選した園田のみである。なお、平沼は2015年9月に次世代の党を離党し、翌月に自民党に復党した。
なお、第44回と第45回の選挙では自民党は公認した阿部俊子の対立候補が知名度の高い平沼であることを考慮し、阿部を他の重複立候補者より上位の比例中国ブロック1位とする優遇措置を行った。第46回・第47回の選挙ではこの優遇措置は行われなかった。
第48回選挙では平沼赳夫が不出馬を表明し、前職の自民阿部と平沼赳夫の次男で自民党員である平沼正二郎が自民党の公認を申請した。自民党はいずれも公認せず両候補を無所属出馬させ、阿部を党推薦候補とした。いずれかが当選した場合は追加公認するとしていたが、阿部俊子が当選し追加公認された。自民党としての議席獲得は2003年の第43回衆議院議員総選挙以来となる。
第49回選挙では前回当選した阿部俊子が自民党の公認を得て出馬するが、前回阿部に敗れた平沼正二郎が阿部に勝って当選し、雪辱を果たした（阿部は比例復活）。なお、平沼は元々党籍を持っていたため、11月8日付で自民党へ入党している。
第50回選挙では、平沼が比例中国ブロックから、阿部が比例九州ブロックから出馬し、岡山3区からは、廃止された岡山5区で前回まで出馬していた加藤勝信が自民党公認候補として立候補し当選した。
鳩山由紀夫のルーツの美作勝山藩があったのは当選挙区内である。

## 小選挙区選出議員
| 選挙名                 | 年     | 当選者     | 党派         | 備考   |
| ---------------------- | ------ | ---------- | ------------ | ------ |
| 第41回衆議院議員総選挙 | 1996年 | 平沼赳夫   | 自由民主党   | 旧区域 |
| 第42回衆議院議員総選挙 | 2000年 | 平沼赳夫   | 自由民主党   | 旧区域 |
| 第43回衆議院議員総選挙 | 2003年 | 平沼赳夫   | 自由民主党   | 旧区域 |
| 第44回衆議院議員総選挙 | 2005年 | 平沼赳夫   | 無所属       | 旧区域 |
| 第45回衆議院議員総選挙 | 2009年 | 平沼赳夫   | 無所属       | 旧区域 |
| 第46回衆議院議員総選挙 | 2012年 | 平沼赳夫   | 日本維新の会 | 旧区域 |
| 第47回衆議院議員総選挙 | 2014年 | 平沼赳夫   | 次世代の党   | 旧区域 |
| 第48回衆議院議員総選挙 | 2017年 | 阿部俊子   | 無所属       | 旧区域 |
| 第49回衆議院議員総選挙 | 2021年 | 平沼正二郎 | 無所属       | 旧区域 |
| 第50回衆議院議員総選挙 | 2024年 | 加藤勝信   | 自由民主党   |        |

## 選挙結果
時の内閣：第1次石破内閣 解散日：2024年10月9日 公示日：2024年10月15日
当日有権者数：39万6928人 最終投票率：53.42%（前回比：4.55%） （全国投票率：53.85%（2.08%））
| 当落 | 候補者名   | 年齢 | 所属党派   | 新旧 | 得票数    | 得票率 | 惜敗率 | 推薦・支持 | 重複 |
| ---- | ---------- | ---- | ---------- | ---- | --------- | ------ | ------ | ---------- | ---- |
| 当   | 加藤勝信   | 68   | 自由民主党 | 前   | 133,389票 | 64.57% | ――     | 公明党推薦 | ○    |
|      | はたともこ | 58   | 立憲民主党 | 新   | 59,781票  | 28.94% | 44.82% |            | ○    |
|      | 原田亜希子 | 51   | 日本共産党 | 新   | 13,413票  | 6.49%  | 10.06% |            |      |

時の内閣：第1次岸田内閣 解散日：2021年10月14日 公示日：2021年10月19日
当日有権者数：27万565人 最終投票率：57.97%（前回比：2.5%） （全国投票率：55.93%（2.25%））
| 当落 | 候補者名   | 年齢 | 所属党派   | 新旧 | 得票数   | 得票率 | 惜敗率 | 推薦・支持 | 重複 |
| ---- | ---------- | ---- | ---------- | ---- | -------- | ------ | ------ | ---------- | ---- |
| 当   | 平沼正二郎 | 41   | 無所属     | 新   | 68,631票 | 44.38% | ――     |            | ×    |
| 比当 | 阿部俊子   | 62   | 自由民主党 | 前   | 54,930票 | 35.52% | 80.04% | 公明党推薦 | ○    |
|      | 森本栄     | 73   | 立憲民主党 | 新   | 23,316票 | 15.08% | 33.97% |            | ○    |
|      | 尾崎宏子   | 65   | 日本共産党 | 新   | 7,760票  | 5.02%  | 11.31% |            |      |

時の内閣：第3次安倍第3次改造内閣 解散日：2017年9月28日 公示日：2017年10月10日
当日有権者数：28万2167人 最終投票率：55.47%（前回比：0.68%） （全国投票率：53.68%（1.02%））
| 当落 | 候補者名   | 年齢 | 所属党派   | 新旧 | 得票数   | 得票率 | 惜敗率 | 推薦・支持     | 重複 |
| ---- | ---------- | ---- | ---------- | ---- | -------- | ------ | ------ | -------------- | ---- |
| 当   | 阿部俊子   | 58   | 無所属     | 前   | 59,488票 | 38.92% | ――     | 自由民主党推薦 | ×    |
|      | 平沼正二郎 | 37   | 無所属     | 新   | 55,947票 | 36.61% | 94.05% |                | ×    |
|      | 内山晃     | 63   | 希望の党   | 元   | 21,970票 | 14.38% | 36.93% |                | ◯    |
|      | 尾崎宏子   | 61   | 日本共産党 | 新   | 15,424票 | 10.09% | 25.93% |                |      |

- 阿部俊子・平沼正二郎両候補とも自民党所属であったが、どちらも公認を得られず無所属出馬となった。結果、阿部が当選し自由民主党に公示日に遡って追加公認された。
- 内山は第43回・第44回・第45回は千葉7区で活動。

時の内閣：第2次安倍改造内閣 解散日：2014年11月21日 公示日：2014年12月2日
当日有権者数：28万3475人 最終投票率：54.79% （全国投票率：52.66%（6.66%））
| 当落 | 候補者名 | 年齢 | 所属党派   | 新旧 | 得票数   | 得票率 | 惜敗率 | 推薦・支持 | 重複 |
| ---- | -------- | ---- | ---------- | ---- | -------- | ------ | ------ | ---------- | ---- |
| 当   | 平沼赳夫 | 75   | 次世代の党 | 前   | 73,852票 | 49.18% | ――     |            | ○    |
| 比当 | 阿部俊子 | 55   | 自由民主党 | 前   | 57,647票 | 38.39% | 78.06% | 公明党推薦 | ○    |
|      | 古松国昭 | 69   | 日本共産党 | 新   | 18,654票 | 12.42% | 25.26% |            |      |

時の内閣：野田第3次改造内閣 解散日：2012年11月16日 公示日：2012年12月4日 （全国投票率：59.32%（9.96%））
| 当落 | 候補者名 | 年齢 | 所属党派     | 新旧 | 得票数   | 得票率 | 惜敗率 | 推薦・支持   | 重複 |
| ---- | -------- | ---- | ------------ | ---- | -------- | ------ | ------ | ------------ | ---- |
| 当   | 平沼赳夫 | 73   | 日本維新の会 | 前   | 73,752票 | 44.77% | ――     |              | ○    |
| 比当 | 阿部俊子 | 53   | 自由民主党   | 前   | 53,986票 | 32.77% | 73.20% | 公明党推薦   | ○    |
|      | 西村啓聡 | 37   | 民主党       | 新   | 29,095票 | 17.66% | 39.45% | 国民新党推薦 | ○    |
|      | 古松国昭 | 67   | 日本共産党   | 新   | 7,904票  | 4.80%  | 10.72% |              |      |

時の内閣：麻生内閣 解散日：2009年7月21日 公示日：2009年8月18日 （全国投票率：69.28%（1.77%））
| 当落 | 候補者名   | 年齢 | 所属党派   | 新旧 | 得票数   | 得票率 | 惜敗率 | 推薦・支持 | 重複 |
| ---- | ---------- | ---- | ---------- | ---- | -------- | ------ | ------ | ---------- | ---- |
| 当   | 平沼赳夫   | 70   | 無所属     | 前   | 95,871票 | 46.61% | ――     |            | ×    |
|      | 西村啓聡   | 33   | 民主党     | 新   | 54,595票 | 26.54% | 56.95% |            | ○    |
| 比当 | 阿部俊子   | 50   | 自由民主党 | 前   | 52,626票 | 25.58% | 54.89% |            | ○    |
|      | 池田恭一郎 | 39   | 幸福実現党 | 新   | 2,611票  | 1.27%  | 2.72%  |            |      |

- 平沼はこの選挙で平沼グループを組織し、代表として選挙に臨んだ。

時の内閣：第2次小泉改造内閣 解散日：2005年8月8日 公示日：2005年8月30日 （全国投票率：67.51%（7.65%））
| 当落 | 候補者名 | 年齢 | 所属党派   | 新旧 | 得票数   | 得票率 | 惜敗率 | 推薦・支持 | 重複 |
| ---- | -------- | ---- | ---------- | ---- | -------- | ------ | ------ | ---------- | ---- |
| 当   | 平沼赳夫 | 66   | 無所属     | 前   | 99,931票 | 48.97% | ――     |            | ×    |
| 比当 | 阿部俊子 | 46   | 自由民主党 | 新   | 59,303票 | 29.06% | 59.34% |            | ○    |
|      | 中村徹夫 | 50   | 民主党     | 新   | 36,356票 | 17.82% | 36.38% |            | ○    |
|      | 中嶋義晴 | 64   | 日本共産党 | 新   | 8,466票  | 4.15%  | 8.47%  |            |      |

時の内閣：第1次小泉第2次改造内閣 解散日：2003年10月10日 公示日：2003年10月28日 （全国投票率：59.86%（2.63%））
| 当落 | 候補者名 | 年齢 | 所属党派   | 新旧 | 得票数    | 得票率 | 惜敗率 | 推薦・支持 | 重複 |
| ---- | -------- | ---- | ---------- | ---- | --------- | ------ | ------ | ---------- | ---- |
| 当   | 平沼赳夫 | 64   | 自由民主党 | 前   | 125,949票 | 67.27% | ――     |            | ○    |
|      | 中村徹夫 | 48   | 民主党     | 新   | 48,010票  | 25.64% | 38.12% |            | ○    |
|      | 美見芳明 | 46   | 日本共産党 | 新   | 13,276票  | 7.09%  | 10.54% |            |      |

時の内閣：第1次森内閣 解散日：2000年6月2日 公示日：2000年6月13日 （全国投票率：62.49%（2.84%））
| 当落 | 候補者名 | 年齢 | 所属党派   | 新旧 | 得票数    | 得票率 | 惜敗率 | 推薦・支持 | 重複 |
| ---- | -------- | ---- | ---------- | ---- | --------- | ------ | ------ | ---------- | ---- |
| 当   | 平沼赳夫 | 60   | 自由民主党 | 前   | 126,003票 | 64.07% | ――     |            | ○    |
|      | 樽井良和 | 32   | 民主党     | 新   | 54,994票  | 27.96% | 43.64% |            | ○    |
|      | 美見芳明 | 43   | 日本共産党 | 新   | 15,658票  | 7.96%  | 12.43% |            |      |

- 樽井は第43回では大阪16区に国替えし、比例復活。

時の内閣：第1次橋本内閣 解散日：1996年9月27日 公示日：1996年10月8日 （全国投票率：59.65%（8.11%））
| 当落 | 候補者名 | 年齢 | 所属党派   | 新旧 | 得票数    | 得票率 | 惜敗率 | 推薦・支持 | 重複 |
| ---- | -------- | ---- | ---------- | ---- | --------- | ------ | ------ | ---------- | ---- |
| 当   | 平沼赳夫 | 57   | 自由民主党 | 前   | 130,101票 | 65.32% | ――     |            | ○    |
|      | 西岡憲康 | 55   | 新進党     | 新   | 53,653票  | 26.94% | 41.24% |            |      |
|      | 長畑竜介 | 56   | 日本共産党 | 新   | 15,425票  | 7.74%  | 11.86% |            |      |